# Coleophora scaleuta
Coleophora scaleuta é uma espécie de mariposa do gênero Coleophora pertencente à família Coleophoridae.